# Elecciones presidenciales de Ucrania de 2010
Las elecciones presidenciales de Ucrania de 2010 se llevaron a cabo, la primera ronda el domingo 17 de enero, y el balotaje el domingo 7 de febrero; para la elección del presidente de Ucrania por los siguientes cinco años. Resultó ganador el candidato prorruso Víktor Yanukóvich del Partido de las Regiones, superando a la candidata Yulia Timoshenko, entonces primera ministra de Ucrania. 1.1 millones de ciudadanos votaron por la opción "en contra de todos", un 4.37 % de los votantes.
Los resultados de las elecciones fueron validados por observadores de la OSCE y el Consejo de Europa. Sin embargo, Timoshenko se negó a reconocer los resultados, y presentó una apelación ante el principal tribunal administrativo ucraniano. El 20 de febrero retiró su apelación, alegando que las acciones de la corte «no tenían nada en común con la justicia». El presidente saliente, Víktor Yúshchenko, sí felicitó a Yanukóvich por su victoria.
Por su parte, Yanukóvich, quien asumió la presidencia el 25 de febrero, le pidió la renuncia a Timoshenko, con el objetivo de que él pudiese formar su propio gabinete. Ante la negativa de la primera ministra, logró que el parlamento ucraniano emitiera un voto de censura contra Timoshenko el 3 de marzo. Al día siguiente, Timoshenko renunció; el primer vice primer ministro, Oleksandr Turchínov, asumió las funciones de primer ministro hasta que se formase un nuevo gobierno.

## Antecedentes

### Sistema electoral
El Presidente de Ucrania es elegido por un sistema de votación de dos vueltas, siempre y cuando ningún candidato logre superar el 50% de la votación, se llevará a cabo una segunda elección entre las dos primeras mayorías relativas. El 24 de julio de 2009, la Rada Suprema (Parlamento de Ucrania) modificó la Ley de elecciones presidenciales la reducción de la campaña presidencial oficial 120 a 90 días. El presidente Víktor Yúshchenko se negó a firmar la nueva ley e interpuso un recurso ante el Tribunal Constitucional de Ucrania, pero no fue acogido. El Parlamento promulgó de todas formas la ley.

### Candidaturas rechazadas
La Comisión Electoral Central de Ucrania rechazó 16 solicitudes de candidaturas presidenciales. La razón argumentada fueron los errores en la documentación que presentaron algunos de ellos, o la falta del pago de los 2,5 millones de grivnas como depósito necesario para la postulación presidencial.

### Encuestas presidenciales
Todas las encuestas marcan claras tendencias hacia dos candidaturas que mantienen una alta adhesión de la ciudadanía. Víktor Yanukóvich y Yulia Tymoshenko, aunque todas dan el triunfo al candidato del Partido de las Regiones.
| Fuente                                       | Víktor Yanukóvich | Yulia Tymoshenko | Otros |
| -------------------------------------------- | ----------------- | ---------------- | ----- |
| National Exit Poll                           | 48,7%             | 45,5%            | 5,8%  |
| TRK Ukraina                                  | 48,6%             | 45,7%            | 5,7%  |
| CITV                                         | 49,8%             | 45,2%            | 5%    |
| SOCIS                                        | 49,6%             | 44,5%            | 5,9%  |
| FOM Center for Social and Marketing Research | 49,7%             | 44,6%            | 5,7%  |
| Research & Branding group                    | 50,2%             | 44,0%            | 5,8%  |
| Interfax-Ucrania                             | 51.0%             | 41,0%            | 8%    |

### Resultados electorales

#### Primera vuelta
|  | 35,32 % |

|  | 25,05 % |

|  | 13,05 % |

|  | 6,96 % |

|  | 5,45 % |

|  | 3,54 % |

|  | 2,35 % |

|  | 1,43 % |

|  | 1,20 % |

|  | 0,41 % |

|  | 0,38 % |

|  | 0,22 % |

|  | 0,19 % |

|  | 0,16 % |

|  | 0,14 % |

|  | 0,12 % |

|  | 0,06 % |

|  | 0,03 % |

|  | 96,15 % |

|  | 2,20 % |

|  | 1,65 % |

|  | 100,00 % |

#### Balotaje
|  | 48,95 % |

|  | 45,47 % |

|  | 94,45 % |

|  | 4,36 % |

|  | 1,19 % |

|  | 100,00 % |